# Elektronikschrottverarbeitung in Guiyu
Elektronikschrottverarbeitung in Guiyu findet im gleichnamigen Guiyu (chinesisch 贵屿) in der Provinz Guangdong von China statt, einer Agglomeration aus vier angrenzenden Dörfern mit der Gesamtgröße von rund 52 Quadratkilometern, die weithin als größter Elektronikschrottplatz der Welt gesehen wurde und als „Hauptstadt“ des Elektronikschrotts bezeichnet wurde.
Im Jahr 2005 waren rund 60.000 Menschen mit der Verwertung von Elektronikschrott in der Größenordnung von täglich rund 100 LKW-Ladungen beschäftigt. Der Umgang mit und die Verarbeitung von schädlichen und toxischen Elektronikabfällen ohne hinreichenden Schutz für Umwelt und die Beschäftigten führte zum  Spitznamen „elektronischer Friedhof der Welt“ für die Region. Bei den Maßnahmen im Jahr 2015 wurde für die Verarbeitung von jährlich etwa 4 Mio. t Elektroschrott geplant.

## Gesundheitsbeeinträchtigungen (insbesondere vor 2015)
Viele der primitiven Recycling-Methoden in Guiyu setzen Gifte frei und gefährden die Gesundheit der Beschäftigten. Überdurchschnittliche Fehlgeburtsraten sind in der Region gemeldet. Arbeiter brechen mit bloßen Händen elektronische Geräte und Komponenten auf, um wiederverwendbare Teile einschließlich Chips zu entnehmen. Leiterplatten werden „gekocht“, um Chips und Lote zu entfernen, Drähte und andere Kunststoffe abzuschwelen und Metalle wie Kupfer und Silber herauszulösen. Mit gefährlichen, hochkorrosiven Säurebädern wird an den Flussufern das Gold aus den Mikrochips extrahiert. Dort wird auch Toner aus Patronen und Druckern gewaschen. Kinder sind der mit polychlorierten Dibenzodioxinen und Dibenzofuranen („Dioxinen“)  belasteten Asche ausgesetzt. Der Rauch rund um Guiyu schlägt sich in der Umgebung nieder. Im Boden haben sich Blei, Chrom, Zinn und andere Schwermetalle angereichert. Die weggeworfene Elektronik liegt in vergifteten Senken, aus denen Wasser versickert und das Grundwasser unbenutzbar macht. Trinkwasser wird daher aus anderen Regionen bezogen. Die Bleiwerte im Sediment liegen nach Angaben des Basel Action Networks über dem Doppelten der europäischen Grenzwerte.  80 % der Kinder leiden an einer Bleivergiftung, ihr Blut ist im Durchschnitt 54 % höher mit Blei belastet als dasjenige von Kindern in der nahe gelegenen Stadt Chendian. Asche und Plastikmüll häufen sich nahe den Reisfeldern und Deichen des Flusses Lianjiang.
Im Jahr 2008 bewertete eine Studie das Ausmaß der Schwermetallbelastung in dem Gebiet: Mit Hilfe von Staubproben analysierten Wissenschaftler mittlere Schwermetallkonzentrationen in einer Werkstatt in Guiyu und stellten fest, dass die Konzentrationen von Blei und Kupfer im Vergleich zu 30 km entfernten Gebieten 371 bzw. 115 Mal höher waren. Die gleiche Studie ergab, dass Sedimente aus dem nahe gelegenen Fluss Lianjiang mit polychlorierte Biphenylen (PCB) dreimal stärker verunreinigt sind, als es eine Leitlinie vorsieht.
Auch im Jahr 2014 fand eine Untersuchung der südchinesischen Universität Shantou Schwermetalle in Luft und Wasser sowie hohe Bleiwerte im Blut von Kindern.

## Wirtschaftliche Gründe für die Entsorgung in Guiyu
Ökonomische Anreize, strenge Umweltschutzregelungen oder auch fehlende oder nicht umgesetzte erzwungene Bestimmungen in den Herkunftsländern und die Globalisierung des Müllhandels führen zum Export von Elektronikschrott. Aufgrund der Basler Konvention dürfen seit 1989 keine defekten Elektrogeräte exportiert werden. Die Wertschöpfung mit Teilen der ausgedienten Elektronik sind ein Anreiz für  Menschen, aus anderen Provinzen nach Guiyu zu ziehen und dort zu arbeiten. Der durchschnittliche Beschäftigte, Erwachsener oder Kind, erwirtschaftet am Tag bei einer durchschnittlichen Arbeitszeit von sechzehn Stunden knapp 1,50 USD (oder 17 US-Cents pro Stunde) mit dem Teilerecycling oder der Rohstoffrückgewinnung. Selbst dieser relativ kleine Gewinn ist genug Motivation für die Arbeiter, ihre Gesundheit aufs Spiel zu setzen.

## Landwirtschaft
Das Dorf Guiyu, das einst vom Reisanbau lebte, ist durch die Verschmutzung nicht mehr in der Lage, genießbare Lebensmittel anzubauen. Das Wasser des Flusses ist für die Gewinnung von Trinkwasser nicht mehr geeignet. Ein im Rahmen der Maßnahmen nach 2013 begonnenes Pilot-Projekt zur Behandlung von 14 Hektar schwer belasteten Boden wurde nicht fortgeführt, obgleich die Kosten nur einen kleinen Bruchteil (12 Millionen von 1,5 Milliarden Yuan) des neuen Industrieparks ausmachten.

## Berichterstattung
Die Situation Guiyus als Drehscheibe von Elektronikschrott wurde erstmals im Dezember 2001 von dem gemeinnützigen Basel Action Network dokumentiert, das mit seinem Bericht und dem Dokumentarfilm Exporting Harm die Praxis der Giftmüllabfuhr in Entwicklungsländer aufzeigt. Die durch diesen Bericht und die anschließenden wissenschaftlichen Studien aufgeworfenen Gesundheits- und Umweltfragen haben internationale Organisationen wie das Basel Action Network und später Greenpeace sowie dem Umweltprogramm der Vereinten Nationen und das Basler Übereinkommen stark betroffen. Die Mediendokumentation von Guiyu wird von der chinesischen Regierung aus Angst vor der Exposition oder aus rechtlichen Maßnahmen streng geregelt. Zum Beispiel dokumentierte eine Novembersendung von 60 Minutes, einem populären US-Fernsehnachrichten-Programm, die illegalen Sendungen elektronischer Abfälle von Recyclern in den USA nach Guiyu. Während der Dreharbeiten an illegalem Recycling-Müll vor Ort in Guiyu versuchten Vertreter der chinesischen Recycler ohne Erfolg, die Aufnahmen des 60-Minutes-Fernsehteams beschlagnahmen zu lassen. Greenpeace hat mit verschiedenen Methoden gegen die Umweltauswirkungen des Elektroschrottrecyclings in Guiyu sensibilisiert und protestiert, darunter dem Bau einer Statue aus in Guiyu gesammeltem Elektroschrott und dem Transport einer LKW-Ladung von in Guiyu entsorgtem Elektroschrott zurück zum Hauptsitz von Hewlett-Packard. Greenpeace machte Lobby gegen große Unternehmen der Unterhaltungselektronik, die Verwendung giftiger Stoffen in ihren Produkten möglichst einzustellen.
Der chinesische Autor Qiufan Chen veröffentlichte 2013 den Science-Fiction-Roman „Die Siliziuminsel“, für den die Deponie in Guiyu als Vorbild diente.

## Bereinigungsmaßnahmen ab 2005
Bis 2007 hatte sich die Situation in Guiyu nur wenig verändert, obwohl die chinesische Zentralregierung bemüht war, den lange andauernden Import von Elektroschrott zu unterbinden und das Verbot durchzusetzen. Danach erstellte Studien belegen in der Region einige der weltweit höchsten Umweltbelastungen mit Dioxin. Durch die Arbeit der Aktivistengruppen entwickelte sich eine Bewusstseinsbildung für die Situation. Ihre und die Arbeit der Presse ist von Regierung und Polizei nicht gerne gesehen. Die mit dem Schrott beschäftigten Arbeiter stammen überwiegend aus ländlichen Gegenden.
Schon 2005 waren von der Gemeindeverwaltung von Guiyu Dekrete erlassen worden, die das Abschwelen von Elektroschrott in offenen Feuern und das Auflösen von Bauteilen in Schwefelsäure verbieten. Es wurden Kontrollen und Geldstrafen bei Verstößen angekündigt. In diesem rechtlichen Rahmen wurden über 800 Kohleöfen rückgebaut, wodurch die Luftqualität wieder die für Wohngebiete akzeptable Stufe II erreichte.
Das Umfassende System zur Lösung der elektronischen Abfallverunreinigung der Region Guiyu der Stadt Shantou, (chinesisch 汕头市贵屿地区电子废物污染综合整治方案, Pinyin Shàntóu shì guì yǔ dìqū diànzǐ fèiwù wūrǎn zònghé zhěngzhì fāng’àn) wurde 2013 von der Provinzregierung Guangdong genehmigt.

### Recycling in neuem Industriepark ab 2015
Für 233 Millionen US-Dollar wurde ein neuer Industriepark angelegt, der eine geplante Verarbeitungskapazität von 4 Mio. t Elektronikschrott hat. Seit Dezember 2015 wurden Recyclingbetriebe dort angesiedelt; nur etwa 1/4 der kleinen Unternehmen zogen dahin um, viele mussten schließen. 2016 wurden dort jährlich 1,7 Mio. t verarbeitet. Teile des Elektroschrotts weichen auf andere Plätze aus, aus den USA beispielsweise nach Hongkong. 2017 stand noch die Weiterarbeitung der Leiterplatten zu Blöcken, die in Jiangxi recycelt wurden, in der Kritik.
2019 gibt es für die lukrative Extraktion der Metalle in Guiyu lediglich zwei zertifizierte Unternehmen; Deqing Recycling Resources Technology kann jährlich aus 1 Mio. t Elektroschrott Gold zurückgewinnen. Die Einkommen der Arbeiter, deren Tätigkeit sich nun auf das mechanische Zerlegen allein beschränkt, sind gesunken, wobei sie immer noch mit den Giftstoffen aus der früheren Arbeit belastet sind. Sie tragen inzwischen einfache Schutzkleidung: Handschuhe, Mundschutz und teilweise auch Schutzbrillen.